# Birna Berg Haraldsdóttir
Birna Berg Haraldsdóttir (født 21. juni 1993) er en islandsk håndboldspiller. Hun spiller på Islands håndboldlandshold og i danske Aarhus United.
Hun deltog under VM 2011 i Brasilien.